# Rudolf Tereba
Rudolf Tereba (25. dubna 1850 Praha – 13. listopadu 1904 Praha) byl český architekt a stavitel.

## Život
Narodil se v praze na Novém městě jako čtvrtý z pěti synů v rodině pražského měšťana, zámečníka Františka Tereby z Nepomuka (1808–?) a jeho manželky Anny, rozené Branžovské z Vodňan (1810–1887). .
Po absolutoriu obecné školy a reálky v Mikulandské ulici vystudoval pozemní stavitelství a architekturu na ČVUT v Praze. Na Technice byl dále v letech 1873/74 až 1876/77 asistentem profesora Josefa Niklase. 
Poměrně brzy se osamostatnil a prosadil se jako architekt pražských monumentálních budov novorenesančního a později secesního stylu. 
Dále se zapojil do společenských a politických funkcí. Roku 1882 byl poprvé zvolen obecním starším na Novém Městě, v městské radě zasedal až do roku 1895.  vykonával dozor nad stavební činností jako dvorní architekt monarchie, například při rekonstrukci Karlova mostu v Praze. Zasedal v různých porotách a výborech, například Všeobecné zemské jubilejní výstavy v roce 1891 nebo při projektu pražského Obecního domu. Podílel se na projektu budovy České spořitelny v Rytířské ulici. V 90. letech 19. století vykonával funkci starosty Měšťanské besedy v Praze , 

## Rodina
Rudolf Tereba byl dvakrát ženat, poprvé se oženil 2.5. 1876 v kostele Nejsvětější Trojice v Podskalí s Františkou Mikšovou (1854–1880), sestrou architekta Františka Mikše. Ta zemřela krátce po narození druhého syna. Podruhé se Tereba oženil s Miloslavou Zátkovou, ovdovělou Votavovou (1855–??). Z prvního manželství přežil prvorozený syn Emilian (1878—1918), povoláním technik, a dcera Rudolfína (1877), z druhého manželství pocházeli syn Miloš (1883–1932), povoláním architekt, syn Radoslav profesí advokát (1895–??) a dcera Milada.

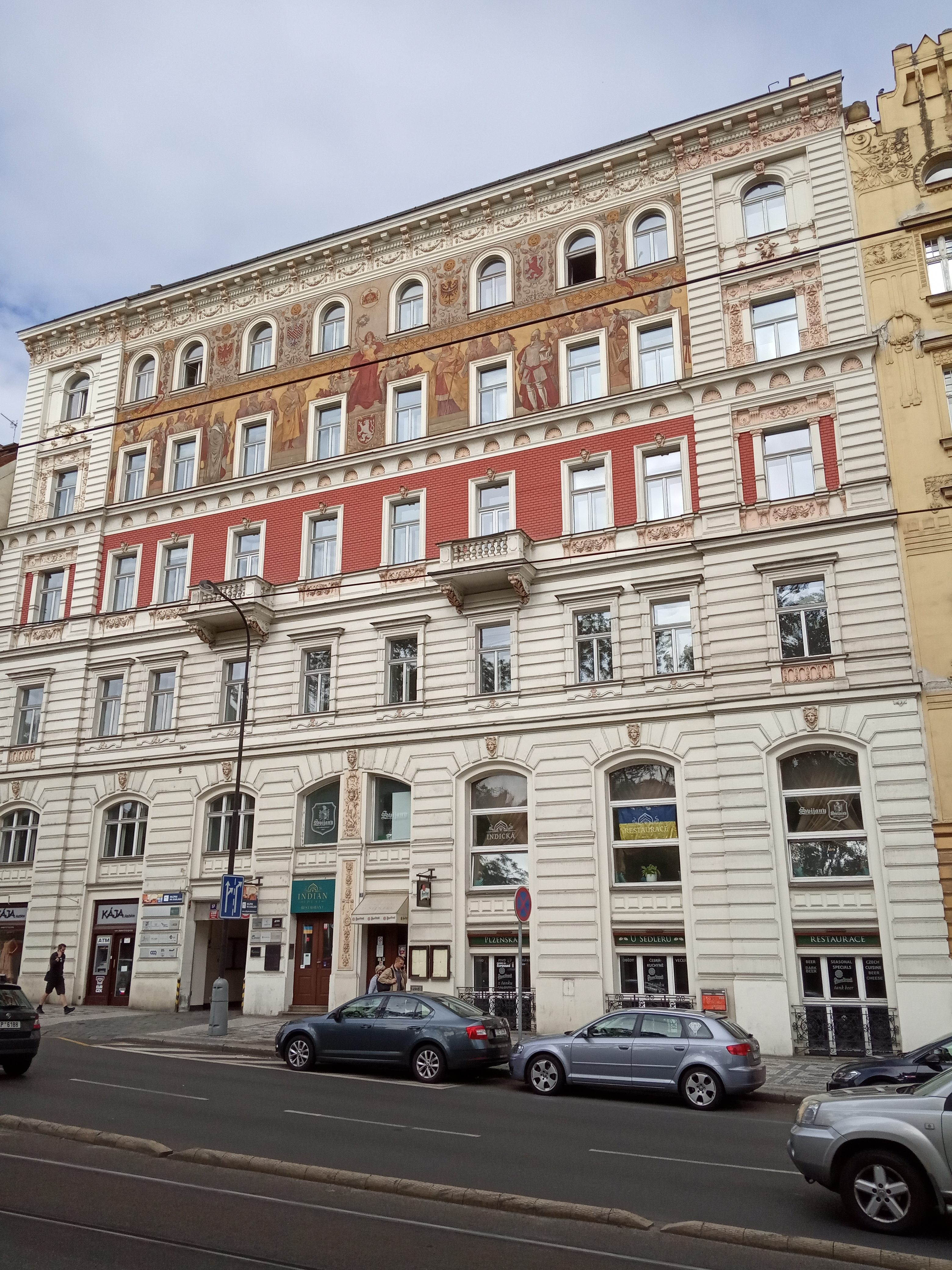
Dům v Praze na Karlově náměstí 17

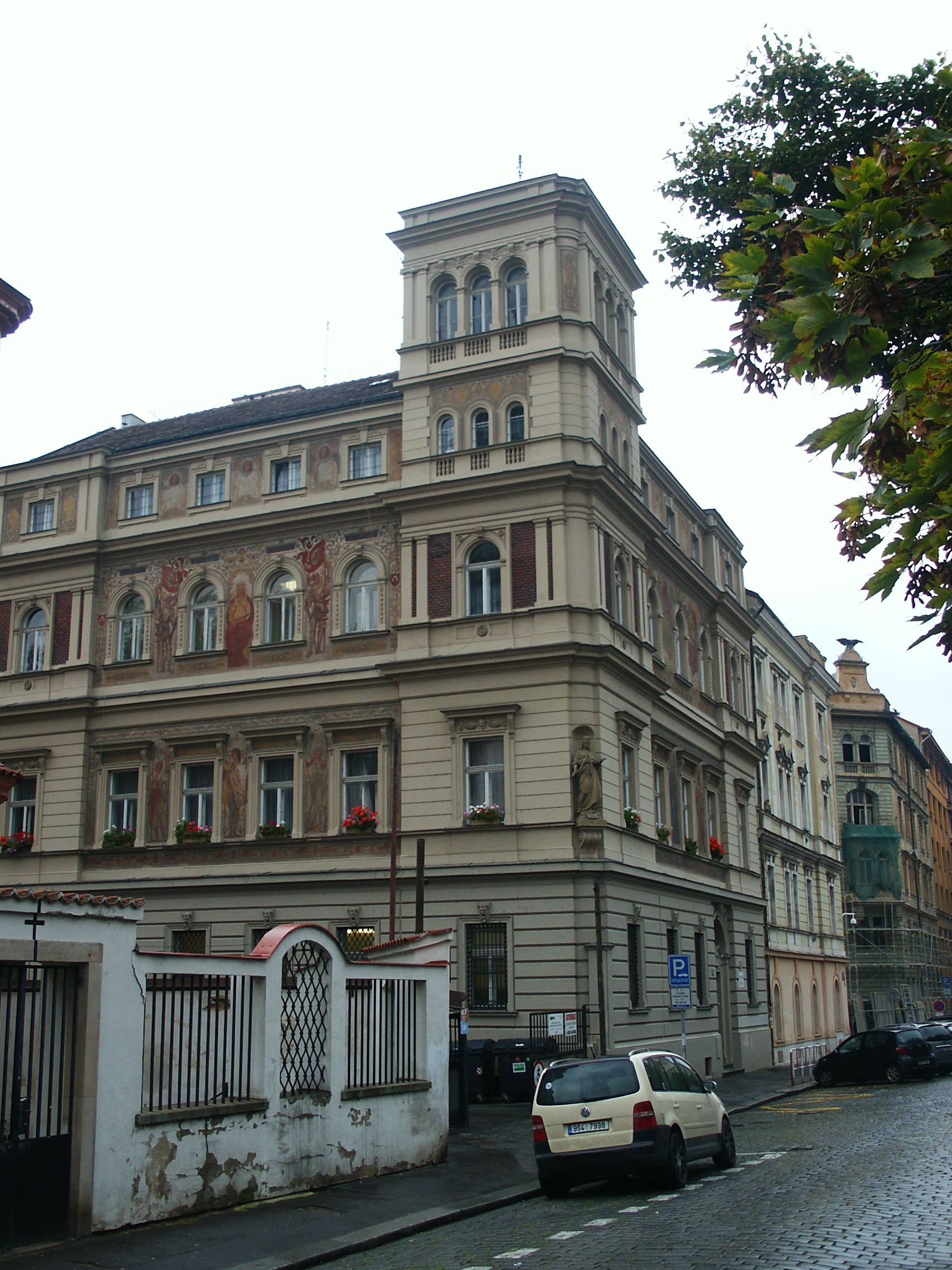
Dům U Prasátků, Trojická 18

Rodina žila v Praze na Novém Městě, od roku 1895 v Podskalí (tehdy zvaném Ozerov) v domě U Prasátků, který Tereba projektoval. Rudolf Tereba zemřel v Praze a byl pohřben do rodinné hrobky na Vyšehradě.
- Další příbuzníː Rudolfova teta Barbora Terebová (1813-1850) pracovala jako porodní asistentka.[7]
- Rudolfova starší sestra Franiška Terebová (* 1847) se provdala za stavitele Antonína Pitlika.

## Dílo (výběr)
- 1881–1882: Novorenesanční kancelářský dům čp. 1605/II, Sokolská 66: tříkřídlý dvoupatrový dům s balustrovou atikou a sedlovou střechou.
- 1887–1888: Novorenesanční nárožní a průchodní dům čp. 872/II na Senovážném náměstí 25 / Jindřišská 31
- 1894, 1899: Nárožní nájemní dům čp. 288/II, Karlovo náměstí 17, Odborů 8, Praha 2 – Nové Město; rozsáhlý čtyřpatrový a dvoutraktový objekt s dvorem, původně se secesními fasádami a interiéry, dvoutraktová přístavba je novorenesanční. Na čelné fasádě se dochovaly fresky od Adolfa Liebschera a reliéfy Panny Marie a tří světců: Jana Nepomuckého, sv. Václava a sv. Floriána.
- 1894–1897: Nárožní nájemní dům čp. 397/II U Prasátků, Trojická 18, Praha 2 – Nové Město; třípatrový dům na půdorysu L s hranolovou věží v nároží, je obrácen vchodem a hlavní fasádou do ulice (fresky svatých a andělů) a vedlejší fasádou proti věži a vchodu do kostela Nejsvětější Trojice (fresky v 1. patře zpodobují šuhaje s iniciálami RT na štítu a selku, v 2. patře je trůnící žena – personifikace města Prahy, doprovázená dvěma zbrojnoši se znakem Nového Města Prahy na praporcích). Fresky na obou fasádách namaloval Adolf Liebscher.[8] Na jihovýchodní straně k domu přiléhala zahrada, později zastavěná garážemi. Dům je Terebovým stěžejním dílem, od roku 1958 je chráněn jako kulturní památka.[9] v současnosti slouží přízemí domu jako Mateřská škola.
- Secesní klinika čp. 500–501/II Všeobecné nemocnice, projekt po smrti Rudolfa Tereby dokončil a v letech 1915–1920 realizoval Matěj Blecha, hospodářský pavilon k němu přistavěl Oldřich Tyl v letech 1921–1926.[6]